# Hahnia dewittei
Hahnia dewittei är en spindelart som beskrevs av Robert Bosmans 1986. Hahnia dewittei ingår i släktet Hahnia och familjen panflöjtsspindlar.
Artens utbredningsområde är Kongo. Inga underarter finns listade i Catalogue of Life.